# Rosieres British Cemetery
Rosieres British Cemetery is een Britse militaire begraafplaats met gesneuvelden uit de Eerste Wereldoorlog, gelegen in de Franse gemeente Vauvillers in het departement (Somme). De begraafplaats werd in 1918 aangelegd en ligt langs de weg van Harbonnières naar Lihons op ruim 2,5 km ten noordoosten van het centrum van Rosières (gemeentehuis). Ze werd ontworpen door William Cowlishaw en wordt onderhouden door de Commonwealth War Graves Commission. Ze heeft een rechthoekig grondplan met een oppervlakte van 436 m² en wordt omsloten door een natuurstenen muur. Vanaf de weg leidt een pad van 100 m naar de open toegang die wordt afgebakend met twee paaltjes verbonden door een ketting. Het Cross of Sacrifice staat recht tegenover de toegang dicht bij de oostelijke muur.
Er liggen 59 Britse gesneuvelden (waaronder 5 niet geïdentificeerde) op een rij begraven. Behalve 1 vielen alle slachtoffers in de laatste week van maart 1918. 
Een Amerikaanse piloot werd naar elders overgebracht.

## Onderscheiden militairen
- Kearsley Mathwin Drummond, kapitein bij de Northumberland Fusiliers en A.A.O. Davenport, luitenant bij het East Lancashire Regiment werden onderscheiden met het Military Cross (MC).
- Frank Dickinson, sergeant bij het Middlesex Regiment werd onderscheiden met de Distinguished Conduct Medal (DCM).
- V.H. Andrews, korporaal bij het Royal Army Medical Corps werd tweemaal onderscheiden met de Military Medal (MM and Bar).
- F. Marklew, sergeant bij het Machine Gun Corps (Cavalry) werd onderscheiden met de Military Medal (MM).

## Alias
- geleider James McGinnicle diende onder het alias James Forsyth bij de Royal Horse Artillery.